# Erythroneura rubrella
Erythroneura rubrella är en insektsart som beskrevs av Mcatee 1920. Erythroneura rubrella ingår i släktet Erythroneura och familjen dvärgstritar. Inga underarter finns listade i Catalogue of Life.